# Pic de Lavans
El Pic de Lavans és una muntanya de 2.896 metres que es troba entre els municipis d'Alins, a la comarca del Pallars Sobirà i l'Arieja a França.